# Кенвуд-хаус
Кенвуд-хаус (англ. Kenwood House) — резиденция Уильяма Мюррэя, 1-го графа Мэнсфилда (1705—1793), расположенная в лондонском районе Хэмпстед. С 1928 года — общественный художественный музей.
Комиссия по управлению национальным достоянием поддерживает необходимую сохранность Кенвуд-хаус. Ежегодно усадьбу посещает до миллиона туристов.

## История
Архитектурно-парковый ансамбль Кенвуд-хауса сформировался в XVII—XVIII веках. Сам особняк был построен в эпоху Реставрации, в 1700 году к нему была пристроена оранжерея.
После приобретения Мюррэем в 1754 году интерьеры были полностью переоборудованы (в 1764—1779 годах) в стиле классицизма по проекту Роберта Адама. Великий архитектор пристроил к особняку библиотеку (1767-9) и ионический портик. Он также построил новый вход с северной стороны и модернизировал интерьеры, особенно входной зал (1773), большую лестницу и античный зал. У семьи появились новые общие комнаты для рисования, рукоделия и гардеробная.
В 1793—1796 годах Джордж Сондерс (в начале работ он был малоизвестным) завершил перестройку, достроив два флигеля с северной стороны здания. Таким образом в поместье появилась элегантная столовая и музыкальный салон, а также хозяйственное крыло с кухней, спальнями, пивоварней и прачечной. В то же время были построены новые ворота, новая ферма и конюшни, спроектированные Сондерсом для Луизы, супруги графа Мансфилда-второго.
Английский парк вокруг Кенвуд-хауса, известный гнездовьями нетопырей, приписывается выдающемуся мастеру садового искусства, Хамфри Рептону (1752—1818), которого также привлек граф Мансфилд-второй. Хамфри Рептон проложил прогулочные тропы, с которых открывались прекрасные виды на поместье, и посадил группы деревьев и кустарников, чтобы разнообразить ландшафт. Все его идеи сохранены в парке до сих пор.
На территории парка выставлены произведения Генри Мура, Барбары Хепуорт и других современных скульпторов.
В течение Второй мировой войны в Кенвуде размещались военнослужащие. В 1949 году, ввиду необходимости в срочном ремонте, Фонд Айви поручил это Лондонскому городскому совету. Поместье было включено в Английское наследие в 1986 году. Дорогостоящая реставрация и консервация началась в 2012 году и частично финансировалась Лотерейным фондом наследия (Heritage Lottery Fund). В конце 2013 года Кенвуд вновь был открыт для посещения. В настоящее время в музее представлено известное полотно Джозефа Райта «Две девочки, одевающие котёнка при свете свечи», созданное между 1768 и 1770 годами.

## Владельцы и жители
Первым владельцем поместья был Джон Билл, типограф короля Якова I. Билл приобрел поместье в 1616 году и построил здесь первый кирпичный дом. Его сын и внук владели Кенвудом до 1690 года, когда он был продан Бруку Бриджесу за £3,400. Довольно обширное строение было значительно перестроено сыном Бриджеса Уильямом, владевшим домом с 1694 по 1705 год. Дом стал двухэтажным, были расширены окна и построена высокая крыша.
С 1704 пo 1711 год поместье принадлежало лондонскому торговцу Джону Уолтеру, а затем Уильяму, четвёртому графу Беркли. Он продал его Джону Кэмпбеллу, герцогу Аргиллу, в 1712 году.
В 1746 году шотландский аристократ Джон Стюарт, третий граф Бьют, приобрел Кенвуд. Он был большим любителем флоры и пристроил к дому оранжерею, а также посадил в саду множество новых растений и пряностей. Первый план дома появился на плане Вестминстера и Саутворка, выполненном Джоном Роком в 1746 году, и рисунке Мэри Делани, датированном 17 июня 1756 года.
В 1754 году поместье купил Уильям Мюррей (1705-93), с 1756 года—лорд юстиции, за £4,000. Он и его супруга Элизабет Финч (1704-84) использовали дом как дачу. Лорд Мансфилд расширил поместье и удалил регулярный парк, устроенный Бьютом. Были устроены пруды. Поскольку пара была бездетна, примерно в 1766 году она согласилась принять племянницу Энн Мюррей и внучатых племянниц Элизабет Мюррей и «Дидо»—Элизабет Белль. Решение разместить их в доме постоянно совпало с ростом благосостояния и статуса Мюрреев и вдохновило владельцев пригласить шотландского неоклассического архитектора Роберта Адама и его брата Джеймса перестроить дом в 1764—1779 годах.
В 1793 году племянник графа Мансфилда, Дэвид Мюррей, виконт Стормонт (1727-96), наследовал графство и быстро приступил к различным изменениям. Его первым шагом было строительство новой дороги, отделяющей Хэмпстед от поместья и обеспечивающей жителям больше приватности.
Дэвид Уильям Мюррей, третий граф Мансфилд (1777—1840), наследовал Кенвуд от отца в возрасте 19 лет. В 1815 году он нанял архитектор Уильяма Аткинсона (1775—1839), чтобы осовременить здание и украсить его, в том числе комнаты второго этажа хозяйственного крыла. В 19 веке Мансфелды предпочитали жить в своем шотландском поместье, дворце Скоун. Однако четвёртый граф Мансфилд, Уильям Дэвид Мюррей, проводил три месяца в году в Кенвуде и установил большие французские окна в музыкальном салоне.
Шестой граф Мансфилд, Алан Дэвид Мюррей (1864—1935), наследовал Кенвуд от брата в 1906 году, но решил продать его в 1914-м. С 1909 года поместье сдавалось в аренду, в том числе Великому князю Михаилу Михайловичу Романову (1861—1929), двоюродному брату последнего российского императора Николая II. В 1917 Романовы уступили место американской миллионерше Нэнси Лидс, которая покинула Кенвуд после того, как вышла замуж за принца Кристофера Греческого в 1920 году.
В ноябре 1922 года лорд Мансфилд продал все движимое имущество дома, включая часть оригинальной меблировки, на четырёхдневном аукционе.
Затем усадьба принадлежала промышленнику Артуру Кросфилду, приложившему значительные усилия для её сохранения.
К 1925 году ответственность за Кенвуд принял Эдвард Сесил Гиннесс, первый граф Айви 1847—1927, Iveagh) из семейства пивоваров Гиннесов. Он перевёз в особняк собственное собрание картин, включая произведения Вермера и Рембрандта.
Согласно последней воле графа Айви, Кенвуд-хаус с его художественным собранием был передан в дар британской нации. Кенвуд должен был остаться свободно доступным для публики «как прекрасный образец художественного дома джентльмена восемнадцатого века», включая экспозицию 63 шедевров старых мастеров и британского искусства из выдающейся коллекции лорда Айви.

### Резиденция великого князя
В 1909 году у наследников Мюррея усадьбу арендовал великий князь Михаил Михайлович с супругой Софией Николаевной Меренберг (внучка Пушкина).
Благодаря доходам, поступавшим из России (князь владел заводом минеральных вод в Боржоми), семья жила на широкую ногу и устраивала великолепные приёмы, на которых бывали присутствовали британский король и королева, а также высшая аристократия. Великий князь возглавлял Хэмпстедское общество искусств, а также был президентом Хэмпстедского госпиталя, которому он подарил машину скорой помощи, ставшую первой в Лондоне за пределами Сити.
Во время Первой мировой войны великий князь занимался организацией военных заказов в Великобритании для России. Его жена и дочери объявлили благотворительную кампанию, в ходе которой было собрано и отправлено на фронт солдатам Британского экспедиционного корпуса 500 000 пар теплых носков и перчаток. Часть дома была предоставлена военному госпиталю. В ноябре 1915 года в конюшнях, переделанных в бараки, разместилась мобильная бригада зенитчиков под командованием капитана Альфреда Роулинсона, которая отражала налеты дирижаблей. Офицеры и солдаты в любое время могли играть в гольф и крикет. Великий князь любил приглашать Роулинсона после его дежурств позавтракать, чтобы послушать рассказы о ночных происшествиях.
В ноябре 1916 года в Кенвуде отпраздновали свадьбу младшей дочери великого князя Надежды — Нады (1896—1963), которая вышла замуж за правнука королевы Виктории Георга, 2-го маркиза Милфорд-Хейвенского. На торжестве присутствовали король Георг V, королева Мария и другие члены королевской семьи. 20 июля 1917 года старшая дочь великого князя, Анастасия (1892—1977), обвенчалась с богачом сэром Гарольдом Вернером, также в присутствии членов королевской семьи. Король Георг V приравнял невесту в правах с дочерьми английских пэров, после чего Анастасия стала известна в обществе как леди Зиа Вернер.
После революции 1917 года великий князь потерял имущество в России и переехал в более скромный дом возле Риджентс-парка, однако он был одним из немногих Романовых, кто сохранил жизнь.